# 리치 격자
수학에서 리치 격자(영어: Leech lattice)는 24차원 유클리드 공간의 짝 유니모듈러 격자 Λ24로, 입맞춤 수 문제에 대한 최적해 중 하나이다. John Leech (1967)에 의해 발견되었다. 1940년 에른스트 비트에 의해 발견되었을 수도 있으나 결과가 출판되지는 않았다.

## 특성화
리치 격자 Λ24는 다음 성질을 만족하는 24차원 유클리드 공간 R24의 유일한 격자이다.
- 유니모듈러 격자이다. 즉, 행렬식 1인 어떤 24 × 24 행렬의 열벡터에 의해 생성될 수 있다.
- 짝 유니모듈러 격자이다. 즉, Λ24의 각 벡터 길이의 제곱은 짝수 정수입니다.
- Λ24의 모든 0이 아닌 벡터의 길이는 2 이상이다.

마지막 조건은 Λ24의 각 점을 중심으로 하는 단위구가 겹치지 않는다는 조건과 같다. 각 단위구는 196,560개의 이웃에 접하며, 이는 서로 중첩하지 않고 하나의 단위구에 동시에 닿을 수 있는 24차원 단위구의 최대 개수로 알려져 있다. 다른 단위구를 중심으로 단위구 196,560개의 이러한 배열은 아주 효율적이어서 구를 움직일 공간이 없다. 이 구성과 그 거울상은 196,560개의 단위구가 동시에 서로 접촉하는 유일한 24차원 배열이다. 이 성질은 정수 격자, 육각형 타일링 및 E8 격자 각각을 기반으로 하는 각각 2, 6 및 240개의 단위구가 있는 1, 2 및 8차원에서도 적용된다.

## 응용
1949년에 독자적으로 개발된 이진 골레 부호는 각 24비트 단어에서 최대 3개의 오류를 정정하고 4번째 워드를 검출할 수 있는 오류 정정 부호이다. 이진 골레 부호는 이전에 사용된 아다마르 부호보다 훨씬 더 간결하기 때문에 보이저 탐사선과 통신하는 데 사용되었다.
양자화기 또는 아날로그-디지털 변환회로는 격자를 사용하여 평균 제곱 평균 오차를 최소화할 수 있다. 대부분의 양자화기는 1차원 정수 격자를 기반으로 하지만, 다차원 격자를 사용하면 제곱 평균 오차가 줄어든다. 리치 격자는 보로노이 다이어그램의 두 번째 모멘트가 낮기 때문에 이 문제에 대한 좋은 해이다.
24차원 몫 원환면 R24/Λ24 로 압축되고 2요소 반사 그룹에 의해 오비폴드된 보손 끈 이론을 설명하는 2차원 등각 장론의 꼭짓점 대수는 괴물군을 자기 동형군으로 갖는 Griess 대수의 명시적 구성을 제공한다. 이 괴물 꼭짓점 대수는 가공할 헛소리 추측을 증명하는 데 사용되었다.

## 구성
리치 격자는 다양한 방법으로 구성할 수 있다. 우선, 모든 격자와 마찬가지로  행렬식이 1인 24 × 24 생성 행렬의 열벡터의 정수 생성을 사용하여 구성할 수 있다.
리치 격자의 24x24 생성 행렬 (행 표기법)은 다음 행렬을 {\displaystyle {\sqrt {8}}}으로 나눈 것이다:
```
8 0 0 0 0 0 0 0 0 0 0 0 0 0 0 0 0 0 0 0 0 0 0 0
4 4 0 0 0 0 0 0 0 0 0 0 0 0 0 0 0 0 0 0 0 0 0 0
4 0 4 0 0 0 0 0 0 0 0 0 0 0 0 0 0 0 0 0 0 0 0 0
4 0 0 4 0 0 0 0 0 0 0 0 0 0 0 0 0 0 0 0 0 0 0 0
4 0 0 0 4 0 0 0 0 0 0 0 0 0 0 0 0 0 0 0 0 0 0 0
4 0 0 0 0 4 0 0 0 0 0 0 0 0 0 0 0 0 0 0 0 0 0 0
4 0 0 0 0 0 4 0 0 0 0 0 0 0 0 0 0 0 0 0 0 0 0 0
2 2 2 2 2 2 2 2 0 0 0 0 0 0 0 0 0 0 0 0 0 0 0 0
4 0 0 0 0 0 0 0 4 0 0 0 0 0 0 0 0 0 0 0 0 0 0 0
4 0 0 0 0 0 0 0 0 4 0 0 0 0 0 0 0 0 0 0 0 0 0 0
4 0 0 0 0 0 0 0 0 0 4 0 0 0 0 0 0 0 0 0 0 0 0 0
2 2 2 2 0 0 0 0 2 2 2 2 0 0 0 0 0 0 0 0 0 0 0 0
4 0 0 0 0 0 0 0 0 0 0 0 4 0 0 0 0 0 0 0 0 0 0 0
2 2 0 0 2 2 0 0 2 2 0 0 2 2 0 0 0 0 0 0 0 0 0 0
2 0 2 0 2 0 2 0 2 0 2 0 2 0 2 0 0 0 0 0 0 0 0 0
2 0 0 2 2 0 0 2 2 0 0 2 2 0 0 2 0 0 0 0 0 0 0 0
4 0 0 0 0 0 0 0 0 0 0 0 0 0 0 0 4 0 0 0 0 0 0 0
2 0 2 0 2 0 0 2 2 2 0 0 0 0 0 0 2 2 0 0 0 0 0 0
2 0 0 2 2 2 0 0 2 0 2 0 0 0 0 0 2 0 2 0 0 0 0 0
2 2 0 0 2 0 2 0 2 0 0 2 0 0 0 0 2 0 0 2 0 0 0 0
0 2 2 2 2 0 0 0 2 0 0 0 2 0 0 0 2 0 0 0 2 0 0 0
0 0 0 0 0 0 0 0 2 2 0 0 2 2 0 0 2 2 0 0 2 2 0 0
0 0 0 0 0 0 0 0 2 0 2 0 2 0 2 0 2 0 2 0 2 0 2 0
-3 1 1 1 1 1 1 1 1 1 1 1 1 1 1 1 1 1 1 1 1 1 1 1
```

### 복소 격자로서 구성
리치 격자는 아이젠슈타인 정수에 대한 12차원 격자이기도 하다. 이것은 복소 리치 격자(complex Leech lattice)로 알려져 있으며 24차원 리치 격자와 동형이다. 리치 격자의 복소수 구성에서 이진 골레 부호 대신 삼진 골레 부호를, 마티외 군 M24대신 마티외 군 M12를 사용한다. E6 격자, E8 격자 및 콕서터-토드 격자 또한 아이젠슈타인 정수 또는 가우스 정수에 대한 복소 격자로서 구성할 수 있다.

## 대칭
리치 격자는 고도로 대칭적이다. 리치 격자의 자기동형군은 위수 8,315,553,613,086,720,000인 콘웨이 군 Co0이다. Co0의 중심은 두 개의 원소로 이루어져 있고, 이 중심에 의한 Co0 의 몫군은 유한 단순군인 콘웨이 군 Co1이다. 나머지 콘웨이 군 및 마티외 군 등 많은 산재군은 리치 격자의 다양한 부분집합의 안정자로서 구성될 수 있다.
고도의 회전 대칭군을 가지고 있음에도 불구하고 리치 격자는 어떤 초평면의 반사 대칭도 갖지 않는다. 즉, 리치 격자는 카이랄성을 갖는다. 또한 24차원 초입방체 및 단체보다 대칭이 훨씬 적다.
자기 동형군은 존 호턴 콘웨이에 의해 처음 기술되었다. 노름 8의 벡터 398,034,000개는 각각 벡터 48개로 이루어진 '십자가' 8,292,375개에 속한다. 십자가는 24개의 서로 직교하는 벡터와 그 덧셈 역원을 포함하는 도형으로, 24차원 정축체의 꼭짓점을 나타낸다. 각 십자가는 격자의 좌표계로 간주할 수 있으며, 골레 부호와 동일한 대칭, 즉 212 × |M24|를 갖는다. 따라서 리치 격자의 자기 동형군은 위수 8,292,375 × 4,096 × 244,823,040, 또는 동등하게 8,315,553,613,086,720,000을 갖는다.

## 같이 보기
- E8 격자